# Олімпійська енциклопедія
Олімпійська енциклопедія (рос. Олимпийская энциклопедия) — енциклопедія російською мовою видана у Москві видавництвом «Радянська енциклопедія» у 1980 році накладом 100 000 екземплярів. Роздрібна ціна становила 5 карбованців 40 копійок.
Енциклопедія на 415 сторінках містить понад 550 статей про Олімпійські ігри, про олімпійські види спорту, про країни, спортсмени яких брали участь в іграх, про історію та тогочасний стан Олімпійського руху. Наведено близько 700 біографічних довідок про олімпійських чемпіонів. Представлені ілюстрації, в тому числі олімпійської атрибутики — емблем, марок, монет, значків тощо. Зміст видання розрахований на широке коло любителів спорту і спеціалістів — тренерів, викладачів фізичної культури.

## Редакція
Головний редактор: Сергій Павлович Павлов.

Редакційна колегія: К. О. Андріанов, Г. В. Антонов, А. К. Валіахметов, Б. П. Гончаров, В. А. Дубровський, К. П. Жаров, В. А. Івонін, В. І. Коваль, А. І. Колесов, О. Й. Романов, В. Г. Смирнов, Б. Н. Хавін, Л. С. Хоменков.